# VM 2014 floorball

## Kvalifikation

### Truppen

#### Målmænd
Mike Trolle, Rødovre Floorball Club

#### Forsvar
Rasmus Poulsen, Benløse Floorball
Martin Erichsen, Rødovre Floorball Club
Marko Krogsgaard, Rødovre Floorball Club
Jannik Trolle, Rødovre Floorball Club
Lars Skytte, Team Århus Floorball
Jacob F. Andersen, Copenhagen FC

#### Angreb
Stefan Hedorf, Hvidovre Attack FC
Jacob Bøge, Benløse Floorball
Jacob M. Andersen, Rødovre Floorball Club
Emil Kristensen, Rødovre Floorball Club
Jesper Schow, Copenhagen FC
Steffen Jensen, Brønderslev Hot Shots FC
Brian Nielsen, Brønderslev Hot Shots FC
Sune Reinert, Brønderslev Hot Shots FC
Niklas Jull Jensen, Brønderslev Hot Shots FC
Søren Holm, Sunds Seahawks
Thomas Bouchara, AaB Floorball Klub
Kim Høst, Frederikshavn Bulldogs FK

### Kvalkampe
Danmark - Tyskland 4-3 (1-1, 2-1, 1-1)
Skud: 28-21
Tilskuere: 160
Danmark - Holland 13-4 (3-1, 3-2, 7-1)
Skud: 41-11
Tilskuere: 231
Danmark - Tjekkiet 3-12 (1-2, 1-4, 1-6)
Skud: 22-55
Tilskuere: 60
Danmark - England 9-2 (2-0, 4-2, 3-0)
Skud: 43-13
Tislkuere: 145
Danmark - Østrig 17-0 (7-0, 6-0, 4-0)
Skud: 43-3
Tilskuere: 184

### Stilling
| #  | Team     | M | W | T | L | GF-GA | PTS |
| 1. | Tjekkiet | 5 | 5 | 0 | 0 | 94-6  | 10  |
| 2. | Danmark  | 5 | 4 | 0 | 1 | 46-21 | 8   |
| 3. | Tyskland | 5 | 3 | 0 | 2 | 40-17 | 6   |
| 4. | Østrig   | 5 | 2 | 0 | 3 | 17-50 | 4   |
| 5. | Holland  | 5 | 1 | 0 | 4 | 21-75 | 2   |
| 6. | England  | 5 | 0 | 0 | 5 | 10-59 | 0   |

Danmark kvalificeret til VM

#### Topscorere
| spiller            | kampe | mål | ass | pts |
| ------------------ | ----- | --- | --- | --- |
| Miklas Juul Jensen | 5     | 12  | 12  | 24  |
| Stefan Hedorf      | 5     | 11  | 9   | 20  |
| Brian Nielsen      | 5     | 3   | 3   | 6   |
| Steffen Jensen     | 5     | 4   | 1   | 5   |
| Jacob Bøge         | 5     | 3   | 2   | 5   |
| Jacob F. Andersen  | 5     | 1   | 4   | 5   |
| Emil Kristensen    | 5     | 3   | 0   | 3   |
| Martin Erichsen    | 5     | 2   | 1   | 3   |
| Jacob M. Andersen  | 5     | 2   | 1   | 3   |
| Jesper Schow       | 5     | 1   | 2   | 3   |
| Jannik Trolle      | 5     | 0   | 3   | 3   |
| Marko Krogsgaard   | 5     | 2   | 0   | 2   |
| Kim Høst           | 5     | 1   | 1   | 2   |
| Lars Skytte        | 5     | 0   | 2   | 2   |
| Rasmus Poulsen     | 5     | 0   | 1   | 1   |
| Sune Reinert       | 5     | 0   | 1   | 1   |
| Mike Trolle        | 5     | 0   | 1   | 1   |
| Søren Holm         | 5     | 0   | 1   | 1   |

## VM

### Målmænd
Mike Trolle, Rødovre Floorball Club
Anders Kjær, Brønderslev Hot Shots FC

### Forsvar
Jannik Trolle, Rødovre Floorball Club
Martin Erichsen, Rødovre Floorball Club
Marko Krogsgaard, Rødovre Floorball Club
Daniel MacCabe, Benløse Floorball
Claus Nisbeth, Copenhagen FC
Christian Bendtsen, Team Århus Floorball
Lars Skytte, Team Århus Floorball

### Angreb
Steffen Jensen, Brønderslev Hot Shots FC
Andreas Glad, Brønderslev Hot Shots FC
Niklas Juul Jensen, Brønderslev Hot Shots FC
Brian Nielsen, Brønderslev Hot Shots FC
Stefan Hedorf, Hvidovre Attack FC
Jacob M. Andersen, Rødovre Floorball Club
Brian Jensen, Rødovre Floorball Club
Emil Kristensen, Rødovre Floorball Club
Jacob F. Andersen, Copenhagen FC
Kenneth Danielsen, Copenhagen FC
Jacob Bøge, Benløse Floorball

## Kampe

### Puljen
Danmark - Canada 7-2 (2-1, 2-0, 3-1)
Skud: 40-21
Tilskuere: 486
Danmark - Rusland 5-1 (1-1, 1-0, 3-0)
Skud: 24-15
Tilskuere: 458
Danmark - Australien 9-5 (2-0, 2-3, 5-2)
Skud: 20-13
Tilskuere: 216

### Play off
Danmark - Tyskland 4-3 straffe (1-1, 0-1, 1-2, 1-2)
Skud: 22-25
Tilskuere: 493

### Kvartfinale
Danmark - Tjekkiet 1-5 (0-1, 1-4, 0-0)
Skud: 9-35
Tilskuere: 2098  

### Placeringskampe

#### 5-8 plads
Danmark - Norge 2-6 (2-3, 0-0, 0-3)
Skud: 10-27
Tilskuere: 748

#### 7-8 plads
Danmark - Estland 7-2 (3-1, 1-0, 3-1)
Skud: 21-33
Tilskuere: 104

## Dansk topscorer
| Spiller            | Kampe | Mål | Ass | Point |
| ------------------ | ----- | --- | --- | ----- |
| Stefan Hedorf      | 7     | 6   | 10  | 16    |
| Niklas Juul Jensen | 7     | 7   | 6   | 13    |
| Brian Nielsen      | 7     | 5   | 0   | 5     |
| Jannik Trolle      | 7     | 2   | 3   | 5     |
| Andreas Glad       | 7     | 3   | 1   | 4     |
| Steffen Jensen     | 7     | 3   | 1   | 4     |
| Martin Erichsen    | 7     | 1   | 3   | 4     |
| Claus Nisbeth      | 7     | 1   | 2   | 3     |
| Emil Kristensen    | 7     | 1   | 2   | 3     |
| Marko Krogsgaard   | 7     | 1   | 2   | 3     |
| Jacob F. Andersen  | 7     | 1   | 1   | 2     |
| Kenneth Danielsen  | 7     | 1   | 0   | 1     |